# Wheatfield Soul
Wheatfield Soul è il primo album in studio del gruppo musicale canadese The Guess Who, pubblicato nel 1969.

## Tracce
1. These Eyes - 3:45
2. Pink Wine Sparkles in the Glass - 2:13
3. I Found Her in a Star - 2:36
4. Friends of Mine - 10:04
5. When You Touch Me - 3:38
6. A Wednesday in Your Garden - 3:20
7. Lightfoot - 3:07
8. Love and a Yellow Rose - 5:05
9. Maple Fudge - 1:49
10. We're Coming to Dinner - 2:43

## Formazione
- Burton Cummings – voce, chitarra, tastiera, flauto
- Randy Bachman – chitarra, cori
- Jim Kale – basso, cori
- Garry Peterson – batteria